# Wynnedale
Wynnedale é uma cidade  localizada no estado americano de Indiana, no Condado de Marion.

## Demografia
Segundo o censo americano de 2000, a sua população era de 275 habitantes.
Em 2006, foi estimada uma população de 272, um decréscimo de 3 (-1.1%).

## Geografia
De acordo com o United States Census Bureau tem uma área de
0,4 km², dos quais 0,4 km² cobertos por terra e 0,0 km² cobertos por água.

## Localidades na vizinhança
O diagrama seguinte representa as localidades num raio de 8 km ao redor de Wynnedale.